# 王心妍
王心妍（英語：Rachel Ong Sin Yen，1973年—），新加坡華裔政治人物，现任西海岸集选区国会议员、人民行动党直落布兰雅支部成员。

## 履历
王心妍毕业于中国清华大学-欧洲工商管理学院工商管理硕士。从政前，王心妍于2001年成立了慈善组织Trybe，专门帮助帮助吸毒和犯罪的边缘青少年，之后出任直落布兰雅公民咨询委员会副主席及心禾（ROHEI）企业培训学院总裁。
2020年大选中，王心妍获人民行动党提名出选西海岸集选区。7月10日，王心妍团队击败由2011年总统候选人、前国会议员陈清木率领的新加坡前进党反对小组，成功进入国会。